# ФК „Ботев Криводол - 2013“
ФК „Ботев“ е футболен клуб от град Криводол, България.
Играе мачовете си на стадион „Христо Ботев“ в Криводол, с капацитет 3000 зрители.

## История
Клубът е основан през април 1924 г. под името „Левски“. Тогава е закупена първата футболна топка в града и с нея са можели да играят само членове на читалището. От 1945 г. местното физкултурно дружество се казва „Спартак“.
През есента на 1949 г. стартира цялостна реформа на физкултурното движение в страната. По съветски образец са създадени доброволни спортни организации, които развиват дейност на ведомствен принцип към съответните отраслови профсъюзи. В Криводол най-известната от тях е „Урожай“ (1953) – на работещите в земеделието, горската и дърводобивна промишленост.
През 1957 г. следва нова промяна. В общинския център е учредено дружество за физическа култура и спорт „Ботев“. В началото на 80-те години на ХХ век то е преименувано на „Ботуня“. През 1985 г. на негова основа се образува едноименният футболен клуб, който започва да се развива самостоятелно и по-късно отново приема името „Ботев“.
Сред най-големите успехи на отбора е участието на 1/32-финала за Купата на Съветската армия през 1977/1978 г. Тогава във втория предварителен кръг „Ботев“ побеждава „Корабостроител“ (Варна) с 2:1, но след това е отстранен от „Дунав“ (Русе).
През сезон 2007/2008 г. отборът на „Ботев“ (Криводол) се класира на първо място в Северозападната В АФГ със 75 точки. Тогава треньор на отбора е Иван Ценов.
През сезон 2008/09 за първи път участва в Западната Б група.
На 13 ноември 2008 г. „Ботев“ побеждава „Славия“ (София) с 2:1 в 1/16 финал за Купата на България. На 7 декември „Ботев“ (Криводол) отстранява с 3:1 и тима на „Родопа“ (Смолян) за Купата на България по футбол 2008/09 1/8 финал. През сезон 2013/14 „Ботев“ завършва на 4 място.

## Ръководители
Настоящ президент и предеседател на управителния съвет на клуба е Петър Данчев. Административен директор е Цено Спасов. Старши треньор на тима е Румен Славков.

## Настоящ състав
Вратари
- Пламен Маринов 46
- Иван Петков 1

Защитници
- Генади Петров
- Георги Иванов
- Красимир Зарков
- Емилиян Ивов
- Николай Велков
- Росен Гановски

Полузащитници
- Александър Аврамов
- Николай Методиев
- Емануил Димитров
- Константин Генков
- Георги Иванов
- Тодор Тодоров

Нападатели
- Ангел Христов
- Тихомир Йосифов
- Любен Вълков
- Емануил Петров